# Хронологія рекордів України в приміщенні з бігу на 200 метрів серед чоловіків
Рекорди України з бігу на 200 метрів у приміщенні визнаються Федерацією легкої атлетики України з-поміж результатів, які показали українські легкоатлети на відповідній дистанції на біговій доріжці в приміщенні, за умови дотримання встановлених вимог.

## Хронологія рекордів

### Ручний хронометраж
- Рекорди УРСР за ручним хронометражем на дистанції 200 метрів фіксувались із 1987 року, паралельно з фіксацією рекордів за автоматичним хронометражем.
- За часів незалежної України Федерація легкої атлетики України скасувала можливість реєстрації рекордів України на дистанції 200 метрів з часом, зафіксованим ручним хронометражем, лише наприкінці 2003.
- В першому стовпчику таблиці вказаний номер рекорду в хронологічному порядку. Відсутність такого номера навпроти відповідного результату означає, що він не був затверджений з певних причин як рекорд УРСР (України).

|   | Час  | Атлет                   | Місто змагань | Дата змагань | Примітки | Відео |
| - | ---- | ----------------------- | ------------- | ------------ | -------- | ----- |
| 1 | 20,9 | Микола Разгонов Донецьк | Мінськ        | 19.01.1986   |          |       |
|   |      |                         |               |              |          |       |

### Автоматичний хронометраж
Рекорди УРСР з бігу на 200 метрів за електронним хронометражем почали фіксуватись з 1987. На той момент найкращим результатом українців був час, який двічі показав Микола Разгонов упродовж зимового сезону-1986. Цей результат і був визнаний першим рекордом УРСР.
|                                                        | Час   | Атлет                          | Місто змагань | Дата змагань | Примітки | Відео |
| ------------------------------------------------------ | ----- | ------------------------------ | ------------- | ------------ | -------- | ----- |
| 1                                                      | 21,16 | Микола Разгонов Донецьк        | Москва        | 01.02.1986   |          |       |
|                                                        |       |                                |               |              |          |       |
| 2                                                      | 21,16 | Микола Разгонов Донецьк        | Москва        | 08.02.1986   |          |       |
|                                                        |       |                                |               |              |          |       |
| 3                                                      | 21,11 | Микола Разгонов Донецьк        | Москва        | 15.02.1987   | [ 1 ]    |       |
| Кубок СРСР у приміщенні, ЛФК ЦСКА імені В.П. Куца, ф1. |       |                                |               |              |          |       |
| 4                                                      | 20,82 | Микола Разгонов Донецьк        | Льєвен        | 22.02.1987   |          |       |
|                                                        |       |                                |               |              |          |       |
| 5                                                      | 20,62 | Микола Разгонов Донецьк        | Будапешт      | 06.03.1988   |          |       |
|                                                        |       |                                |               |              |          |       |
| 6                                                      | 20,58 | Сергій Осович Івано-Франківськ | Льєвен        | 22.02.1998   |          |       |
|                                                        |       |                                |               |              |          |       |
| 7                                                      | 20,53 | Сергій Осович Івано-Франківськ | Валенсія      | 01.03.1998   |          |       |
|                                                        |       |                                |               |              |          |       |
| 8                                                      | 20,40 | Сергій Осович Івано-Франківськ | Валенсія      | 01.03.1998   |          |       |
|                                                        |       |                                |               |              |          |       |
| 27 років, 27 днів від дати встановлення                |       |                                |               |              |          |       |